# Серийный убийца
Сери́йный уби́йца — человек, совершивший несколько криминальных убийств, разделённых по времени («период охлаждения») более чем на месяц. Точное количество жертв, являющееся минимальным для установления факта наличия серийного убийцы, в разных источниках различается. По мнению некоторых из них, минимальным количеством для квалификации преступника как серийного убийцы является три убийства. В то же время, например, ФБР не принимает во внимание критерий «три или более» и определяет серийность как «два или более убийств, совершённые как отдельные случаи, обычно, но не всегда, единичным злоумышленником-одиночкой» или, включая существенные характеристики, минимум два убийства.
Мотивацией для серийных убийц служит патологическое стремление удовлетворить свои извращённые желания, например, получить удовольствие от самого убийства. Многие серийные убийства влекут за собой половую связь с жертвами, но ФБР отмечает, что причиной для появления нового серийного убийцы может стать гнев, психомоторное возбуждение, финансовая выгода или привлечение внимания. Убийства могут быть произвольными или подготовленными, как и жертвы могут иметь нечто общее: расу, внешность, пол, возраст и т. п.
Серийный убийца не тождественен массовому убийце, поскольку последний совершает свои преступления в течение короткого промежутка времени в двух и более местах, без какого-либо перерыва. Тем не менее, случаи продолжительных убийств на протяжении недель и месяцев без перерывов («периодов охлаждения») или «возвращения к нормальной жизни» побудили некоторых экспертов предложить смешанную разновидность «серийно-массового убийцы».

## Определение
Термин «серийный убийца» появился в конце XIX века и был впервые применён для описания личности Генри Говарда Холмса. В английском языке в научный оборот термин «серийный убийца» был введён в 1970-е годы специальным агентом ФБР Робертом Ресслером. Энн Рул[кто?] утверждает, что словосочетание «серийный убийца» было предложено детективом Пирсом Бруксом из Департамента полиции Лос-Анджелеса, который является создателем Программы задержания уголовников-насильников. В свою очередь историк уголовного правосудия Питер Вронски отмечает, что до того, как Ресслер в 1974 году в стенах Брэмшилльской полицейской академии в Великобритании употребил выражение «серийное убийство» в юридическом смысле, термин «серийный душегуб» (англ. serial murderer) и «серийное душегубство» (англ. serial murder) встречается в 1966 году в книге Джона Брофи «Смысл убийства» (англ. The Meaning of Murder). Более того, Вронски указывает на то, что термин «серийный убийца» содержится в книге Энн Рул «Незнакомец позади меня» (англ. The Stranger Beside Me) про Теда Банди, вышедшей в свет в 1980 году, когда данное понятие ещё не было достаточно хорошо известно. Также Вронски обращает внимание на тот факт, что впервые словосочетание «серийный убийца» попало в широкий речевой оборот после его использования газетой «New York Times» в апреле 1981 года для описания серийного убийцы Уэйна Уильямса. В дальнейшем на протяжении 1980-х годов это понятие использовалась на полосах «New York Times» в 233 происшествиях, но во второй половине 1990-х годов превысило 2514 раз в ведущих национальных газетах. В немецком языке данное понятие появилось в 1930-х благодаря известному деятелю германской правоохранительной системы Эрнсту Геннату, который назвал серийным убийцей (нем. serienmörder) Петера Кюртена.
От серийных убийств отделяют:
- заказные убийства;
- ритуальные убийства;
- убийства во время военных действий;
- массовые убийства, совершённые в течение короткого времени под влиянием аффекта или по другим причинам (террористические акты, школьные расстрелы).

## Научные данные и мнения специалистов
Некоторые часто встречающиеся характеристики серийных убийц включают следующее:
- У них могут проявляться психические заболевания различной степени или психопатия, что может способствовать совершению убийств[14]. 
  - Например, психически больной человек может иметь психотические приступы, которые заставляют его поверить в то, что он является другим человеком или что другие сущности вынуждают его убивать[15].
  - Психопатическое поведение включает в себя поиск острых ощущений, отсутствие раскаяния или вины, импульсивность, потребность контролировать и хищническое поведение[16]. В отличие от людей с серьёзными психическими расстройствами, такими как шизофрения, психопаты могут казаться нормальными и часто даже обаятельными, что является состоянием адаптации, которое психиатр Херви Клекли[англ.] назвал «маской здравомыслия»[17].
- Они часто подвергались насилию — эмоциональному, физическому или сексуальному — со стороны члена семьи[7].
- Большинство исследований показывают, что маньяк-убийца начинает формироваться в раннем возрасте, так как жестокость обусловлена не только неблагоприятной обстановкой в семье, но и генетической предрасположенностью[18].
- Серийные убийцы могут с большей вероятностью заниматься фетишизмом, некрофилией или другими парафилиями[19].
- Непропорциональное количество будущих серийных убийц демонстрирует один, два или все три признака из триады Макдональда, предсказывающих будущее насильственное поведение:
  - Многие очарованы поджогами[7].
  - Многие вовлекаются в садистскую деятельность, особенно дети, не достигшие половой зрелости, эта деятельность может принимать форму мучения животных[7].
  - У более чем 60 процентов не прекращается энурез после 12 лет[7][20].
- Они часто подвергались издевательствам или были социально изолированы в детстве или подростковом возрасте[7]. Например, над Генри Ли Лукасом смеялись в детстве, в будущем он ссылался на массовое неприятие сверстниками как на причину его ненависти ко всем. В детстве Кеннета Бьянки дразнили, потому что он мочился в штаны, страдал от подёргивания, а сверстники его игнорировали[7].
- Некоторые были замешаны в мелких преступлениях, таких как мошенничество, воровство, вандализм и подобные правонарушения[21].
- Нередко им трудно работать на серьёзной должности и они, как правило, имеют низкооплачиваемую работу. ФБР, однако, заявляет: «Серийные убийцы часто кажутся нормальными; имеют семьи и/или постоянную работу»"[16]. Другие источники утверждают, что они часто происходят из нестабильных семей[7].
- Исследования показали, что серийные убийцы обычно имеют средний или низкий средний IQ, хотя их часто описывают и воспринимают как обладающими IQ выше среднего[16][22][23]. Выборка результатов IQ тестов у 202 серийных убийц показала средний IQ 89[24].
- Медики и криминалисты сходятся во мнениях, что у личностей с неустойчивой психикой увеличивается агрессивность весной и осенью, а преступления чаще совершаются в тёплую погоду[25][26]; тем самым и маньякам присуща сезонность, когда они активизируют свою деятельность[25].

Однако есть исключения из этих критериев. Например, Гарольд Шипман был успешным профессионалом (врач общей практики, работавший в Национальной службе здравоохранения Великобритании). Он был активным членом местного сообщества, он даже получил профессиональную награду за детскую астматическую клинику и дал интервью изданию Granada Television на канале ITV. Деннис Нильсен был бывшим военнослужащим, затем стал государственным служащим и профсоюзным активистом, который ранее не имел судимостей, до того как был арестован за убийства. Ни один из них, насколько это известно, не демонстрировал многих из вышеуказанных знаков. Владо Танески был профессиональным криминальным журналистом, которого поймали после того, как ряд статей, которые он написал, показали признаки того, что он убивал людей. Рассел Уильямс был успешным и уважаемым полковником Королевских ВВС Канады, который был осуждён за убийство двух женщин, а также за кражу со взломом и изнасилования.

## Криминологические данные
В США подавляющее большинство серийных убийц среди мужчин (73 %) были белыми и обычно являлись представителями низших или средних слоёв.
Больше всего осуждённых маньяков в США. За последние сто лет там понесли наказание 86 человек. На втором месте Англия — 28 маньяков. Третье место делят Германия и Австралия: осуждено по 10 убийц.

## В России
В 2008 году отмечалось, что в России наблюдалась тенденция роста сексуальных преступлений лиц с маниакальными наклонностями. Так до 1998 года в среднем по серийным убийствам заводили 20—27 уголовных дел в год. В 2002 году уже было возбуждено 205 уголовных дел, а в 2003 году — 350.
Первым советским серийным убийцей считается Василий Комаров. За всё время существования СССР было более сотни серийных маньяков-убийц. Однако их существование не становилось предметом массового обсуждения в среде советского общества или предметом публикаций в средствах массовой информации страны. Во времена социально-экономических потрясений конца 1980-х — начала 1990-х годов (перестройка) число серийных убийц резко увеличилось, равно как и количество их жертв.

## Классификация серийных убийц

### По территории
- «Локальные» — преступления совершаются в выбранном заранее определённом и постоянном месте, которое связано с местом работы или проживания[35]. К этому типу относятся Александр Пичушкин, Анатолий Сливко, Генри Холмс, Джеффри Дамер, Роберт Берделла, Александр Спесивцев, Деннис Нильсен, Академовские маньяки, Джон Гейси[35].
- «Странствующие» («гастролёры») — охота за жертвами происходит с переездом из одного населённого пункта в другой[35]. К этому типу относятся Тед Банди, Гэри Риджуэй, Поволжский маньяк[35], Михаил Попков, Андрей Чикатило, Анатолий Оноприенко, Геннадий Михасевич, Сергей Ткач, Сергей Ряховский, Сергей Лозовой, Олег Заикин, Владимир Ионесян, Владимир Муханкин, Денис Писчиков, Денис Калинин, Ирина Гайдамачук.

### По мотиву
- «Властолюбцы» («охотники за властью», «тираны») — основной мотив — утверждение своего превосходства над беспомощной жертвой, стремление компенсировать ощущение собственной неполноценности[35]. Типичные убийцы-властолюбцы: Роберт Берделла, Дэвид Берковиц, Сергей Сергеев, Дмитрий Копылов, Александр Спесивцев, Александр Пичушкин, Днепропетровские маньяки, Дарья Салтыкова, Чарльз Старквезер, Дональд Генри Гаскинс, Ричард Рамирес, Рейдер Деннис, Джеффри Дамер.
- «Сластолюбцы» (гедонисты) — совершают убийства ради получения сексуального удовлетворения или удовольствия[35]. Примеры — Тед Банди, Джон Гейси, Питер Сатклифф, Андрей Чикатило, Валерий Андреев, Михаил Попков, Питер Скалли, Владимир Винничевский, Педро Лопес, Харви Глатман, Даниэль Камарго Барбоса, Рейдер Деннис.
- «Психотики» — психотичные (обычно страдающие параноидной шизофренией) убийцы с клиническим бредом и галлюцинациями[35]. Классический пример — шизофреники: Герберт Маллин, Ричард Чейз, Александр Спесивцев, Олег Быков, Тамара Самсонова, Николай Джумагалиев, Юрий Криницын, Мануэль Ромасанта.
- «Миссионеры» — убийцы, считающие себя мстителями или судьями, очищающими общество от «грязи» — проституток, гомосексуалов, алкоголиков, наркоманов, людей другой расы и т. д.[35] Пример — Джек-потрошитель, Джозеф Пол Франклин, Джон Бантинг, Банда Рыно — Скачевского, Александр Пичушкин, Евгений Чуплинский, Михаил Попков, Сергей Ряховский, Академовские маньяки, Джозеф Кристофер, «Ангелы смерти», «Чистильщики», Сергей Мартынов, Педро Родригес Фильо.
- «Меркантильные» — убийцы, которыми двигает жажда наживы. Примеры — Поволжский маньяк, Ирина Гайдамачук, Максим Петров, Тамара Иванютина, Гарольд Шипман, Владимир Ионесян, Василий Комаров, Филипп Тюрин, Джон Бодкин Адамс, Джон Джордж Хэйг, Сьюзан Маргарет Бассо, Генри Холмс, Анатолий Оноприенко, Иван Келлер.
- «Каннибалы» — убийцы, совершающие преступления с целью употребления тела жертвы в пищу[35]. Примеры — Алексей Суклетин, Йоханнес-Андреас Ханни, Николай Джумагалиев, Доранхель Варгас, Стивен Гриффитс, Карл Денке, Владимир Николаев. Акты каннибализма также совершают серийные убийцы и с другими мотивами, в том числе «властолюбцы» (Спесивцев) и «гедонисты» (Чикатило). Встречаются серийные убийцы, не совершающие непосредственно актов каннибализма, но имеющие фетишизм к органам жертв (Владимир Муханкин) либо предметам их одежды (Анатолий Сливко, Юрий Цюман).

Также серийные убийства могут совершаться на почве сексуальных расстройств: педофилии, некрофилии, геронтофилии и т. д. Встречаются случаи, когда серийный убийца выбирает детей или стариков в качестве жертв либо насилует труп жертвы только в единичных случаях (например, серийный убийца Андрей Евсеев однажды совершил убийство пенсионера, некоторых жертв он посмертно изнасиловал). В целом серийных убийц редко можно однозначно отнести к одному из типов.
Некоторые криминалистические школы рассматривают многоэпизодные убийства в качестве серийных только в том случае, если они были совершены по сексуальным мотивам (сексуальные убийства), поэтому не считают таких убийц, как, например, Дэвид Берковиц, «настоящими» серийными убийцами.

### По методу
- Организованные (расчётливые) — серийные убийцы, у которых есть чёткий план действий по выслеживанию и убийству жертвы. Если план даёт осечку, они способны отложить его выполнение, то есть — держать свои желания под контролем. Стараются скрыть все улики, которые могут привести к их поимке. Носят «маску нормальности», имеют нормальный или даже выше среднего интеллект, относительно хорошо адаптированы в социуме, но имеют глубокие расстройства личности[36]. Пример — Тед Банди.
- Дезорганизованные (импульсивные) — убийцы обычно с наличием тяжёлого психического заболевания или умственно отсталые. Специально не выслеживают свои жертвы, не «работают» с ними (не обольщают), убивают «первого встречного». Не стараются скрыть улики и труп. Социально дезадаптированы, как правило, безработные или занимающиеся трудом, не требующим высокой квалификации и общения с людьми[37]. Классический пример — Ричард Чейз[38].

Кроме того, классификация ФБР отделяет «серийных» убийц от «запойных», или «цепных» (англ. spree killer), то есть совершающих убийства в течение относительно непродолжительного времени, которое может исчисляться часами и днями, в разных местах, без периодов эмоционального охлаждения. Примеры «запойных» убийц — Чарльз Старквезер, Владимир Ионесян, Анатолий Марков, Днепропетровские маньяки, Давид Козак.